# Osso mascellare
L'osso mascellare è un osso dello splancnocranio, pari e simmetrico. La mascella origina dalla loro fusione di queste due ossa  lungo la sutura palatina mediana.  Talvolta (ad esempio nei pesci ossei), la mascella è detta mascella superiore, mentre la mandibola mascella inferiore. Al contrario, negli uccelli la mascella superiore è spesso detta mandibola superiore. Il processo alveolare superiore della mascella ospita l'arcata dentaria superiore ed è chiamato anche arco mascellare. Assieme alle lamine orizzontali delle ossa palatine costituisce il palato osseo, volta della cavità orale e pavimento della cavità nasale. Entra a far parte della parete della cavità orbitaria. La mascella entra a far parte di due fosse: la fossa infratemporale e la fossa pterigopalatina, e di due fessure, la fessura orbitaria inferiore e la fessura pterigomascellare.

## Aspetto
L'osso mascellare è formato da un corpo e dai vari processi che si dipartono da esso.
Il corpo ha una forma pressoché piramidale ed è costituito da pareti particolarmente sottili, contenendo al suo interno la cavità del seno mascellare (anche detto Antro di Highmoro). La faccia superiore, che costituisce parte del pavimento della cavità orbitaria, mostra un solco, per il decorso del nervo infraorbitale (ramo di V2) e dei vasi omonimi, detto solco infraorbitale, che sbocca anteriormente nel foro infraorbitario. In parte i vasi e nervi vanno a costituire i corrispettivi alveolari anterosuperiori, portandosi verso il basso. Subito al di sopra del foro infraorbitario, presso il margine della cavità oculare, si ha l'origine del muscolo quadrato del labbro superiore.
Anteriormente, subito sopra l'arcata alveolare superiore si hanno gli juga alveolaria (sporgenze dovute all'articolazione dei denti con il mascellare) e le fossette incisiva e canina. La fossetta incisiva dà origine al muscolo depressore dell'ala del naso, ad alcune fibre dell'orbicolare della bocca e, lateralmente, al nasale. La fossa canina dà origine al muscolo elevatore dell'angolo della bocca, anche conosciuto come muscolo canino.
Posteriormente la superficie è irregolare (tuberosità mascellare) e va a costituire la parete anteriore della fossa pterigopalatina. Presenta i forami dei canali alveolari superiori, per il passaggio dei nervi e vasi alveolari posterosuperiori. Dà anche origine ad alcune fibre del muscolo pterigoideo interno.
La superficie mediale mostra, oltre all'incisura nasale, che contribuisce a formare l'apertura piriforme e dà origine al muscolo dilatatore della narice, il solco lacrimale, che prende parte alla formazione del canale nasolacrimale, e la lamina orizzontale del processo palatino. Questa, articolandosi con il mascellare controlaterale medialmente e con le lamine orizzontali delle ossa palatine, va a formare anteriormente il canale incisivo e la sutura palatina mediana. Lateralmente al solco lacrimale si ha l'origine del muscolo obliquo inferiore dell'occhio
Oltre al processo palatino e al processo alveolare superiore si hanno altri due processi: il processo frontale, diretto in alto e medialmente ad articolarsi con l'osso frontale e con le ossa nasali, da cui origina parte delle fibre del muscolo orbicolare dell'occhio; e il processo zigomatico, che si distacca lateralmente. Esso lateralmente si articola con il processo mascellare dell'osso zigomatico, a formare l'arcata zigomatica.
L'emi-mascellare si articola con 14 ossa:
- tre del neurocranio: l'osso frontale e l'osso etmoide, la lamina pterigoidea laterale dell'osso sfenoide.
- undici dello splancnocranio: l'osso nasale, l'osso zigomatico, l'osso lacrimale, il cornetto nasale inferiore, l'osso palatino, il vomere, e l'osso mascellare controlaterale.

## Ossificazione
L'ossificazione del mascellare ha luogo a partire da un singolo centro, che si forma durante la sesta settimana di sviluppo. Il seno mascellare si approfonda poco durante la vita intrauterina, ma si amplia dopo la nascita, per raggiungere le sue dimensioni definitive solo dopo il completamento della dentizione permanente. L'ossificazione di quest'osso è interessante in quanto bisogna aspettare la formazione della lingua e l'abbassamento della mandibola dovuto ad una primitiva articolazione temporo-mandibolare prima che i due processi palatini del mascellare, che andranno a formare quindi il palato duro, si congiungano sulla linea mediana. Dalla zona posteriore di questo si solleva la tasca di Rathke, che andrà a formare l'adenoipofisi.

## Ulteriori immagini

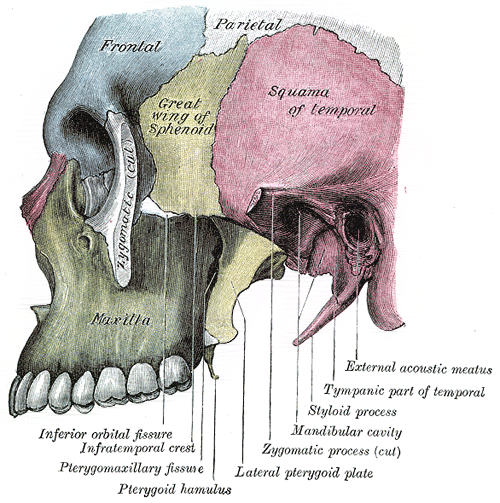
Vista laterale. L'osso mascellare è visibile in basso a sinistra.
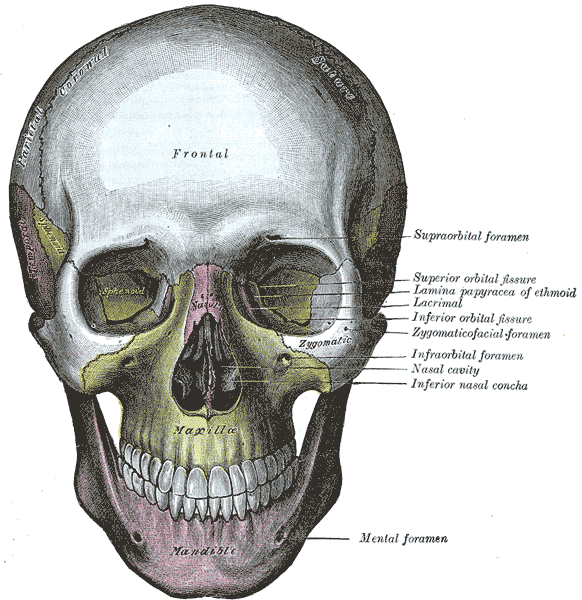
Vista frontale. Le ossa mascellari sono visibili al centro, in giallo.
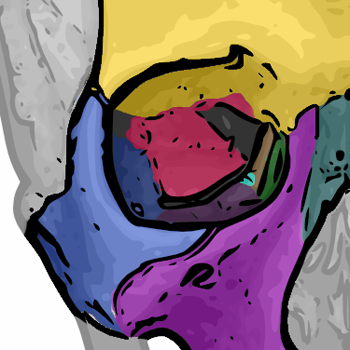
Le sette ossa che si articolano a formare la cavità orbitaria.
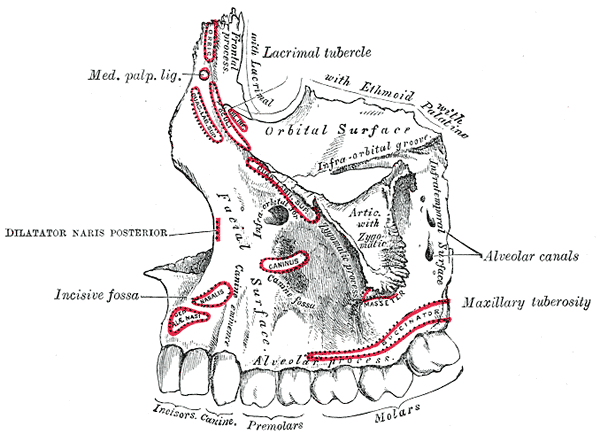
Mascellare sinistro. Superficie laterale.
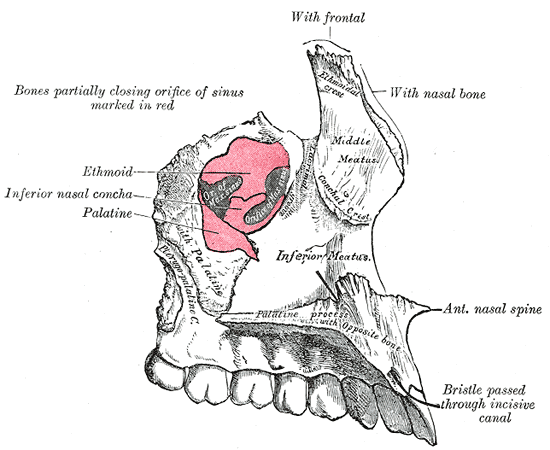
Mascellare sinistro. Superficie mediale.
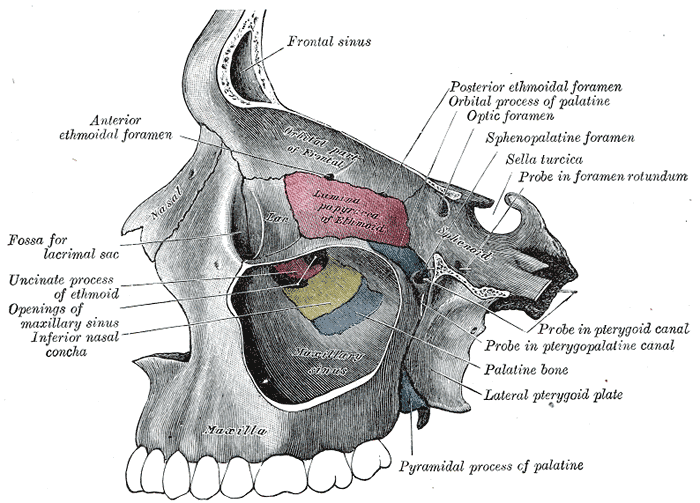
Seno mascellare sinistro aperto dall'esterno.
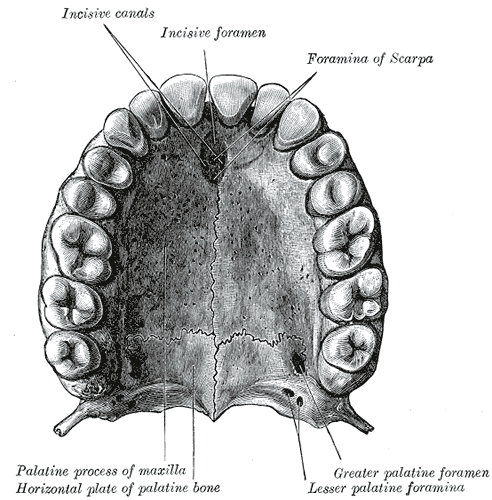
Il palato osseo e l'arcata alveolare superiore.
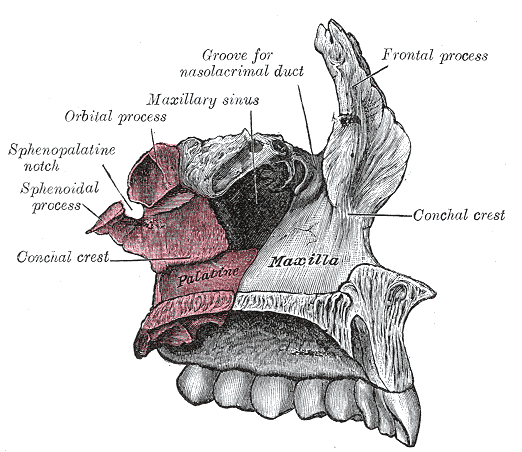
Articolazione dell'osso mascellare sinistro con il palatino omolaterale.

## Negli altri animali
Nella maggior parte dei vertebrati, la maggior parte della mascella superiore, a cui sono attaccati gli incisivi nei mammiferi, consiste di un paio separato di ossa, le ossa incisive o premascellari. Queste si fondono con la mascella propriamente detta a formare l'osso riscontrabile negli umani e in alcuni altri mammiferi. Nei pesci ossei, negli anfibi e nei rettili sia il mascellare che il premascellare sono ossa simili a lamine, che formano solamente i lati della mascella superiore, e parte della faccia, con l'osso premascellare che va a formare anche il margine inferiore delle narici. Tuttavia, nei mammiferi, le ossa si sono incurvate verso l'interno, andando a creare il processo palatino e formando per questo anche parte del tetto della bocca.
Gli uccelli non presentano una mascella in senso stretto; la porzione corrispondente dei loro becchi (che consiste principalmente del premascellare) è detta mandibola superiore.
Anche i pesci cartilaginei, come gli squali, mancano di una mascella propriamente detta. La loro mascella superiore è formata invece da una barra cartilaginea, che non è omologa alle ossa riscontrate negli altri vertebrati.